# Reformierte Kirche Untervaz

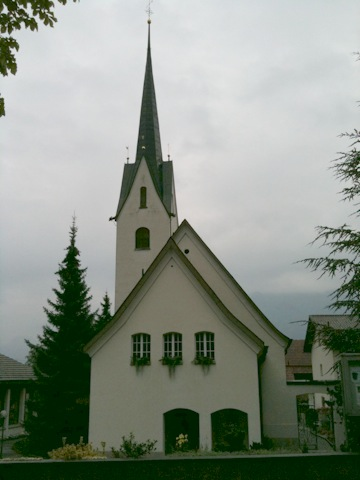
Aussenansicht

Die reformierte Kirche in Untervaz im Churer Rheintal in der historischen Landschaft der Fünf Dörfer ist ein evangelisch-reformiertes Gotteshaus unter dem Denkmalschutz des Kantons Graubünden. Sie befindet sich im Dorfzentrum und hat ein Aufnahmevermögen für 240 Personen.

## Geschichte und Ausstattung
Untervaz war eines der konfessionell umstrittensten Dörfer Graubündens. Noch vor Beginn der Bündner Wirren entbrannte 1611/12 eine Auseinandersetzung zwischen der katholischen Mehrheit, die um die Einheit des Dorfes besorgt war, und der reformierten Minderheit, die nach einer evangelischen Predigt verlangte, um die Nutzungsrechte der gemeinsam gebrauchten Kirche. Die Spannungen führten bisweilen dazu, dass die jeweiligen Geistlichen nur unter dem Schutz bewaffneter Glaubensgenossen zum Gottesdienst gelangen konnten.
Im Jahre 1700 wurde schliesslich eine eigene reformierte Kirche errichtet. 1970 erfuhr sie letztmals eine Renovierung, wobei der Kirchturm einen freien Dachstuhl erhielt. 1984 wurde eine neue Orgel eingebaut. 1996 wurde ein Farbfenster mit der „Schöpfungsgeschichte“ von Fritz J. Dold eingesetzt.

## Kirchliche Organisation
Lange Zeit mit Zizers verbunden, bildete Untervaz von 1992 bis 2012 mit Haldenstein eine Pastorationsgemeinschaft. Die Pfarrperson wohnt seit 1975 im seinerzeit neuerrichteten Pfarrhaus in Untervaz. Die Evangelisch-reformierte Landeskirche Graubünden führt Untervaz nach der Auflösung des Pastorationsvertrags mit Haldenstein als eigenständige Kirchgemeinde.

## Galerie

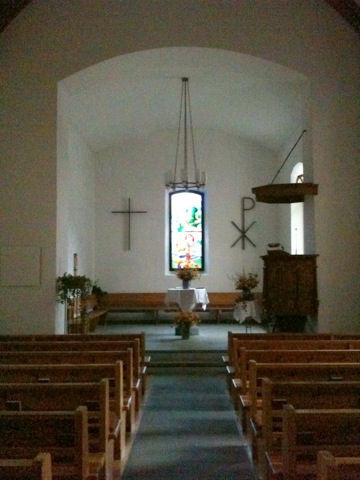
Innenansicht